# Nookat
Nookat (in kirghiso Ноокат?), altresì chiamata Eski-Nookat, Iski-Naukat o Naukat è una città del Kirghizistan, capoluogo dell'omonimo distretto.